# Undva nina
Undva nina är en udde på ön Ösel i västra Estland. Den ligger i den del av Ösels kommun som före 2017 tillhörde Kihelkonna kommun. Den utgör nordspetsen på halvön Hundsort (estniska: Tagamõisa poolsaar) som ligger på Ösels nordvästkust mot Östersjön. Närmsta by är Undva och närmsta samhälle Kihelkonna, 19 km söder om Undva nina.